# National Soccer Hall of Fame

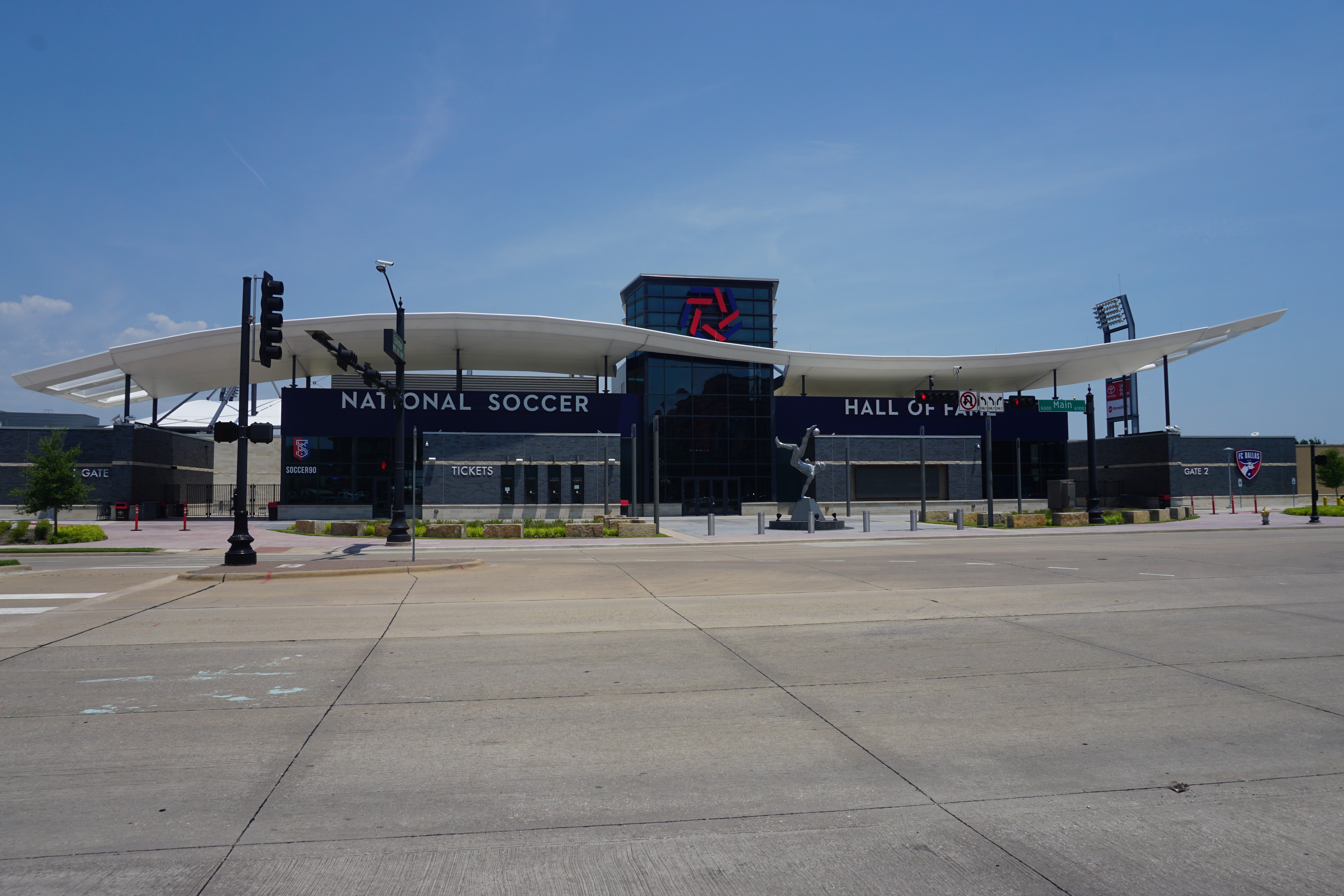
Le bâtiment du National Soccer Hall of Frame

Le National Soccer Hall of Fame est une institution privée sans but lucratif créé en 1979 et basée à Oneonta dans l'État de New York, aux États-Unis. Ce temple de la renommée honore les personnes méritantes liées au soccer dans les États-Unis. Son introduction est, pour une personne, largement considéré comme le plus grand honneur dans le soccer professionnel américain.

## Conditions d'éligibilité
Pour qu'un joueur soit éligible au Hall of Fame il doit remplir obligatoirement le critère 1 et le critère 2 ou 3.
1. Le joueur doit être retraité depuis au moins 3 ans mais pas depuis plus de 10 ans.
2. Le joueur doit avoir joué au moins 20 matchs pour les Etats-Unis. Cela peut être réduit à 10 matchs s'ils ont été joués avant 1990.
3. Le joueur doit avoir joué au moins 5 saisons en première division professionnelle américaine (aujourd'hui MLS) et gagné soit le championnat, la Coupe des Etats-Unis ou avoir été sélectionné avec le "all-star" du championnat au moins une fois.

Une exception est faite pour les Vétérans qui remplissent le critère 2 ou 3 mais sont retraités depuis plus de 10 ans.
Pour être éligible en tant que "Builder", la personne doit avoir eu une influence importante, un impact majeur dans le football aux Etats-Unis sans avoir été joueur.

## Liste des membres du National Soccer Hall of Fame

### Joueurs
- Clint Dempsey - 2022
- Jeff Agoos – 2009
- Michelle Akers – 2004
- Carlos Alberto – 2006
- Robert Annis – 1976
- Desmond Armstrong – 2012
- Andrew Auld – 1986
- Adolph Bachmeier – 2002
- Walter Bahr – 1976
- Marcelo Balboa – 2005
- George Barr – 1983
- Fred Beardsworth – 1965
- Franz Beckenbauer – 1998
- Raymond Bernabei – 1978
- Carlos Bocanegra – 2020
- Vladislav Bogićević – 2002
- Mike Bookie – 1986
- Frank Borghi – 1976
- John Boulos – 1980
- Harold Brittan – 1951
- Davey Brown – 1951
- George Brown – 1995
- Jim Brown – 1986
- Paul Caligiuri – 2004
- Ralph Caraffi – 1959
- Joe Carenza, Sr. – 1982
- Efrain Chacurian – 1992
- Brandi Chastain[2] – 2016
- Stanley Chesney – 1966
- Paul Child – 2003
- Giorgio Chinaglia – 2000
- Fernando Clavijo – 2005
- Charlie Colombo – 1976
- Geoff Coombes – 1976
- Robert W. Craddock  – 1997
- Paul Danilo  – 1996
- Rick Davis – 2001
- Walter Dick  – 1989
- Nicholas DiOrio  – 1974
- Aldo Donelli – 1954
- Thomas Dooley – 2010
- Jimmy Douglas – 1954
- Tommy Duggan – 1955
- Jimmy Dunn – 1974
- Alex Ely – 1997
- Joy Fawcett – 2009
- Jock Ferguson – 1950
- Tommy Fleming – 2005
- Thomas Florie – 1986
- Julie Foudy – 2007
- Werner Fricker – 1992
- Brad Friedel – 2018
- William Fryer – 1951
- Joe Gaetjens – 1976
- Jimmy Gallagher – 1986
- Gino Gardassanich – 1976
- James Gentle – 1986
- Rudy Getzinger – 1991
- Teddy Glover – 1965
- Billy Gonsalves – 1950
- Bob Gormley – 1989
- Sheldon Govier – 1950
- Karl-Heinz Granitza – 2003
- Joseph Gryzik – 1973
- Mia Hamm – 2007
- Al Harker – 1979
- John Harkes – 2005
- April Heinrichs – 1998
- Shannon Higgins – 2002
- Jack Hynes – 1977
- Johnny Jaap – 1953
- Carin Jennings-Gabarra – 2000
- Cobi Jones – 2011
- Kasey Keller – 2015[3]
- Harry Keough – 1976
- Nicholas Kropfelder – 1996
- Rudolph Kuntner – 1963
- Alexi Lalas – 2006
- Millard Lang – 1950
- Bob Lenarduzzi – 2003
- Kristine Lilly – 2014
- William Looby – 2001
- Joe Maca – 1976
- Arnie Mausser – 2003
- Brian McBride – 2014
- Pat McBride – 1994
- Bart McGhee – 1986
- Johnny McGuire – 1951
- Ed McIlvenny – 1976
- Benny McLaughlin – 1981
- Shannon MacMillan – 2016
- Alex McNab – 2005
- Tony Meola – 2012
- Werner Mieth – 1974
- Tiffeny Milbrett – 2018
- Robert Millar – 1950
- Lloyd Monsen – 1994
- Joe-Max Moore – 2013
- Johnny Moore – 1997
- George Moorhouse – 1986
- Robert Morrison – 1951
- Ed Murphy – 1998
- Bruce Murray – 2011
- Glenn Myernick – 2015
- John Nanoski – 1993
- John Nelson – 2005
- Werner Nilsen – 2005
- Patrick Ntsoelengoe – 2003
- Shamus O'Brien – 1990
- Gene Olaff – 1971
- Arnold Oliver – 1968
- Len Oliver – 1996
- Carla Overbeck – 2006
- Gino Pariani – 1976
- Cindy Parlow – 2018
- Bert Patenaude – 1971
- Pelé – 1993
- Hugo Perez – 2008
- Eddie Pope – 2011
- Preki – 2010
- Tab Ramos – 2005
- Harry Ratican – 1950
- Peter Renzulli – 1951
- Claudio Reyna – 2012
- Jimmy Roe – 1997
- Kyle Rote, Jr. – 2010
- Werner Roth – 1989
- Willy Roy – 1989
- Francis Ryan – 1958
- Fabri Salcedo – 2005
- Willy Schaller – 1995
- Briana Scurry – 2017
- Philip Slone – 1986
- Bobby Smith – 2007
- Ed Souza – 1976
- John Souza – 1976
- Dick Spalding – 1950
- Archie Stark – 1950
- Earnie Stewart – 2011
- Thomas Swords – 1951
- George Tintle – 1952
- Raphael Tracey – 1986
- Al Trost – 2006
- Frank Vaughn – 1986
- Peter Vermes – 2013
- Frank Wallace – 1976
- Abby Wambach – 2019
- Alex Weir – 1975
- Alan Willey – 2003
- Bruce Wilson – 2003
- Peter Wilson – 1950
- Mike Windischmann – 2004
- Adam Wolanin – 1976
- Alexander Wood – 1986
- Eric Wynalda – 2004
- Al Zerhusen – 1978[4]

### "Builders"
- Umberto Abronzino – 1971
- Milton Aimi – 1991
- Julius Garcia Alonso – 1972
- William Anderson – 1956
- Philip Anschutz – 2006
- John Ardizzone – 1971
- Bruce Arena – 2010
- James Armstrong – 1952
- Joseph J. Barriskill – 1953
- Clay Berling – 1995
- John O. Best – 1982
- Joseph Booth – 1952
- Matthew Boxer – 1961
- Bob Bradley – 2014
- Gordon Bradley – 1996
- Lawrence E. Briggs – 1978
- John Brock – 1950
- Andrew M. Brown – 1950
- Thomas W. Cahill – 1950
- Bob Contiguglia – 2018
- Walter Chyzowych – 1997
- John Coll – 1986
- George M. Collins – 1951
- Peter Collins – 1998
- Colin Commander – 1967
- Ted Cordery – 1975
- Robert B. Craddock – 1959
- Edmund Craggs – 1969
- George Craggs – 1981
- Wilfred R. Cummings – 1953
- Joseph Delach – 1973
- Enzo DeLuca – 1979
- Tony DiCicco – 2012
- Edward J. Donaghy – 1951
- George Donnelly – 1989
- Anson Dorrance – 2008
- John W. Dresmich – 1968
- Duncan Duff – 1972
- Gene Edwards – 1985
- Rudy Epperlein – 1951
- Ahmet Ertegun – 2003
- Nesuhi Ertegun – 2003
- Harry Fairfield – 1951
- Ernst Feibusch – 1984
- John A. Fernley – 1951
- Charles Ferro – 1958
- George E. Fishwick – 1954
- Jack Flamhaft – 1964
- Harry G. Fleming – 1967
- Powys A.L. Foulds – 1953
- Samuel T.N. Foulds – 1969
- Daniel W. Fowler – 1970
- Margaret Fowler – 1979
- Bob Gansler – 2011
- Don Garber – 2016
- Pete Garcia – 1964
- Walter Giesler – 1962
- David Gould – 1953
- Donald Greer – 1985
- Bob Guelker – 1980
- G.K. Guennel – 1980
- Sunil Gulati – 2019
- George Healey – 1951
- Herbert Heilpern – 1988
- William Hemmings – 1961
- Bob Hermann – 2001
- Ted Howard – 2003
- Maurice Hudson – 1966
- Lamar Hunt – 1982
- Alfredda Iglehart – 1951
- William Jeffrey – 1951
- Jack Johnston – 1952
- Mike Kabanica – 1987
- John Kalloch – 1964
- Bob Kehoe – 1989
- Frank J. Kelly – 1994
- George Kempton – 1950
- Paul Klein – 1953
- Alfred Kleinaitis – 1995
- Oscar Koszma – 1964
- Frank Kracher – 1983
- Raymond G. Kraft – 1984
- Harry Kraus – 1963
- Kurt Lamm – 1979
- Bertil Larson – 1988
- Horace Edgar Lewis – 1950
- Giuseppe "Joseph" Lombardo – 1984
- Dennis Long – 1993
- John J. MacEwan – 1953
- Joe Machnik – 2017
- Enzo Magnozzi – 1977
- Jack Maher – 1970
- G. Randolph Manning – 1950
- John Marre – 1953
- Allan McClay – 1971
- Frank J. McGrath – 1978
- James McGuire – 1951
- Dent McSkimming – 1951
- Peter Merovich – 1971
- Al Miller – 1995
- Milton Miller – 1971
- Jimmy Mills – 1954
- James Moore – 1971
- William Morrissette – 1967
- Fred Netto – 1958
- Ron Newman – 1992
- Dimitrious Niotis – 1963
- William Palmer – 1952
- Edward Pearson – 1990
- Peter Peel – 1951
- Wally Peters – 1967
- Don Phillipson – 1987
- Giorgio Piscopo – 1978
- Edgar Pomeroy – 1955
- Arnold Ramsden – 1957
- Vernon R. Reese – 1957
- J. Eugene Ringsdorf – 1979
- Elizabeth Robbie – 2003
- Joe Robbie – 2003
- Steve Ross – 2003
- Jack J. Rottenberg – 1971
- Thomas Sagar – 1968
- Harry Saunders – 1981
- Manfred Schellscheidt – 1990
- Emil Schillinger – 1960
- Sigi Schmid – 2015
- Elmer Schroeder – 1951
- Ernő Schwarz – 1951
- Fred Shields – 1968
- Erwin Single – 1981
- Alfred A. Smith – 1951
- Patrick Smith – 1998
- Reinhold Spath – 1996
- Nicolaas Steelink – 1971
- Hank Steinbrecher – 2005
- Lee Stern – 2003
- August Steuer – 1969
- Douglas T. Stewart – 1950
- Robert T. Stone – 1971
- Clive Toye – 2003
- Joseph Triner – 1952
- James A. Walder – 1971
- Adolph Washauer – 1977
- Thomas Webb – 1987
- Victor Weston – 1956
- John Wood – 1953
- Phil Woosnam – 1997
- Jerry Yeagley – 1989
- John Young – 1958
- Daniel Zampini – 1963[4]